# Cage the Elephant
Cage the Elephant is een Amerikaanse rockband, opgericht in 2006, die in 2009 zijn gelijknamige debuutalbum uitbracht. Het tweede album, Thank You, Happy Birthday, kwam in 2011 op 2 binnen in de Billboard 200. Beide albums werden geproduceerd door Jay Joyce van Jive Records.

## Geschiedenis
Na een optreden in 2007 op het South by Southwest-muziekfestival tekende Cage the Elephant bij Relentless Records en verhuisde vervolgens naar Londen. Datzelfde jaar trad de band voor het eerst op Lollapalooza op. Het debuutalbum Cage the Elephant kwam op 23 juni 2008 uit in het Verenigd Koninkrijk en op 21 april 2009 in de rest van de wereld. Dit album kende een aanzienlijk succes in zowel de Verenigde Staten als Europa. De single "Ain't No Rest for the Wicked" kwam tot de 32e plaats van de UK Singles Chart en werd gebruikt voor de videogame Borderlands en de film The Bounty Hunter. De band speelde in het voorprogramma van onder meer de The Pigeon Detectives en Stone Temple Pilots.
Het tweede album, Thank You, Happy Birthday, kwam uit op 11 januari 2011 en kreeg gunstige kritieken. Op de eerste dag werd het al het meest gedownloade album op iTunes en in de eerste week werden er 39.000 exemplaren in de V.S. verkocht, waarmee de plaat op de tweede plaats binnenkwam in de Billboard 200.
Cage the Elephant speelde in 2011 onder meer op Coachella en het Glastonbury Festival en toerde uitgebreid in Europa. In april 2019 werd het album Social Cues uitgebracht, en in juni van dat jaar speelde de band op de vijftigste editie van Pinkpop.

## Discografie

### Albums
- Cage the Elephant (2009)
- Live at Grimey's (2010)
- Thank you happy birthday (2011)
- Melophobia (2013)
- Tell me I'm pretty (2015)
- Unpeeled (2017)
- Social cues (2019)
- Neon pill (2024)

### Singles
- Free Love (2007)
- In One Ear (2008)
- Ain't No Rest for the Wicked (2008)
- Back Against The Wall (2009)
- Shake Me Down (2010)
- Around My Head (2011)
- Aberdeen (2011)
- Right Before My Eyes (2011)
- Always Something (2012)
- Come A Little Closer (2013)
- Broken Boy (2020)